# Ryda gård
Ryda, eller Ryda kungsgård, är en herrgård i Nysätra socken i Enköpings kommun.
Ryda är känt i dokument gången 1492. Under 1500-talet utgjordes Ryda av en by om fem mantal. Den ägdes vid mitten av seklet avLage Brahe, som skänkte den till Erik XIV för att hindra honom att beslagta andra av hans gods. Ryda blev därefter i kronans ägo fram till 1610 då den donerades till Frans Henrik Wackerbardt tillsammans med Hässle. Någon sätesgård då inte här, utan den var ännu en bondby. 
1636 såldes Ryda och Hässle till Åke Henriksson Tott och ärvdes 1640 av sonen Clas Tott. Ryda var en tid förpantat till rådmannen Olof Larsson, som skall ha uppfört byggnader här, dock oklart i vilken omfattning. Då Clas Tott dog barnlös 1674 gick gården i arv till hans moster Karin Bielke, änka efter Axel Gustafsson Banér. Hon lät under sin tid som ägare 1682 påbörja en ståndsmässig mangårdsbyggnad vid Ryda. Troligen var det ett försök att vinna sätesfrihet för gården. Fyra bostadshus med tillhörande ekonomibyggnader fanns ännu vid gården vilket visar att jorden ännu brukades av bönder. 
1684 drogs dock Ryda in till kronan och brukades som kungsgård en tid innan den arrenderades ut till överstelöjtnant Otto von Rosen, som dock inte tycks ha bott vid Ryda. 1700 förpantades Ryda till översten vid Upplands regemente Otto Wilhelm Löwen som då innehade granngården Landsberga som boställe. Hans änka Helena Tott behöll Ryda fram till 1731, då kronan återtog ägandet.  Helena Tott bodde aldrig på Ryda, men hennes båda döttrar Barbro Helena och Hedvig Eleonora Löwen, som kom att arrendera gården av kronan fram till 1762 var tidvis bosatta här. De överlät 1762 arrendet på son bror Fabian Löwen som året därpå sålde det till Georg Vilhelm af Sillén. 
Sillén lät uppföra en ny sätesbyggnad vid Ryda som ersättning för den gamla från slutet av 1600-talet. 1791 brann dock hela mangårdsbyggnaden ned, endast ena flygeln klarade sig delvis från elden. Den kom att renoveras för att fungera som ny huvudbyggnad. Georg Vilhelm af Sillén avled 1794 och arrendet fortsattes av hans änka och barn fram till 1805, då de lämnade ifrån sig arrendet. Under de följande åren var Ryda utarrenderat till en rad olika brukare. I slutet av 1800-talet försågs byggnaden med en bred frontespis som gav utrymme för en övre hall och ett gästrum på övervåningen. 
1919 överläts arrendet på släkten Lundborg som fortsatt bruka gården in på 2000-talet.